# Stora Mörken, Västergötland
Stora Mörken är en sjö i Alingsås kommun i Västergötland och ingår i Göta älvs huvudavrinningsområde. Sjön är 13,7 meter djup, har en yta på 0,03 kvadratkilometer och befinner sig 155 meter över havet.